# Mega Man and Bass
Mega Man and Bass (Rockman & Forte (ロックマン&フォルテ, Rokkuman ando Forute) au Japon) est un jeu d'action-plates-formes développé et édité par Capcom en 1998 sur Super Famicom au Japon, puis porté en 2002 sur Game Boy Advance et édité dans le monde entier. C'est un jeu dérivé de la série originale Mega Man,,,,,,,,.

## Trame
Un mystérieux robot nommé King veut fonder une utopie pour les robots et n'hésite pas à employer la force pour ce faire. Il prend ainsi d'assaut le laboratoire du professeur Light, à qui il dérobe une centaine de disques d'information, et le musée de la robotique, où il s'empare de plusieurs robots très puissants pour renforcer son armée. Sans tarder, Mega Man se lance à la poursuite du dangereux robot.
De son côté, Bass, bien décidé à ne pas laisser King le surpasser, se joint à la lutte pour  prouver, encore une fois, qu'il est le plus fort.

## Système de jeu

### Généralités
Mega Man & Bass est un jeu d'action-plates-formes, reprenant la formule classique de la série formule Mega Man. Le gameplay n'a pas beaucoup changé depuis le premier jeu Mega Man sorti sur NES. Mega Man (ou Bass) doit ainsi vaincre les huit Robot Masters qui se dressent sur son chemin. Chaque robot vaincu donne au héros son pouvoir, lequel peut être utilisé pour vaincre un autre robot. Une fois les robots vaincus, le joueur peut rentrer dans la forteresse de King.
le jeu commence par un niveau d'introduction, qui se termine par un affrontement contre un monstre vert gélatineux (Green Devil), basé sur le Yellow Devil de Mega Man, à la différence que le Green Devil ne bouge pas. Une fois ce monstre vaincu, le joueur peut affronter trois des huit robots. Les cinq autres robots peuvent être accessibles une fois l'un des trois premiers robots vaincus, et chaque robot vaincu ouvre la voie vers un ou deux nouveaux. Quant tous les robots sont vaincus, le joueur doit résoudre des épreuves basées sur l'utilisation des armes de robots dans un niveau intermédiaire. Une fois toutes les épreuves accomplies, la forteresse de King s'ouvre au joueur.
Afin d'aider le joueur, celui-ci peut accéder à une boutique dans l'écran de sélection des robots et qui permet d'acheter des vies ou des améliorations de son équipement. Cette boutique est tenue par la dernière création du professeur Light, Auto, qui conçoit des objets avec les boulons qu'on lui rapporte.
Enfin, bien qu'il ne soit pas essentiel à la progression, le but du jeu est de collecter 100 CD de données disséminés dans les niveaux du jeu (à l'exception des niveaux de la forteresse de King). Chaque CD contient la fiche d'un robot précédemment vaincu par Mega Man, ou d'un personnage de la série.

## Personnages jouables
Le joueur peut incarner deux robots : Mega Man, le héros habituel de la série, et Bass, son rival depuis Mega Man 7. C'est le premier titre de la série qui permet d'incarner Bass. Il fera une autre apparition dans Mega Man 10 sur WiiWare. Chacun de ces robots ont des aptitudes différentes. Il n'est pas possible de changer de héros en cours de partie.
Mega Man peut effectuer des glissades, tirer avec son fameux Mega Buster en petits tirs rapides ou en un tir chargé et très puissant. Bass est un robot au look bad boy qui peut effectuer des tirs très rapides dans tous les sens, mais aussi courir et réaliser des doubles sauts. Ses aptitudes se rapprochent beaucoup de celles de Mega Man X du fait qu'il utilise un Dash au lieu d'une glissade. En revanche, il est moins puissant que Mega Man, entre autres car il ne peut pas bouger lorsqu'il tire.
Chacun des robots peut absorber les pouvoirs des boss du jeu. Ils sont également accompagnés d'un partenaire qui leur est propre. Rush accompagne Mega Man, comme c'est le cas depuis Mega Man 3, mais le chien-robot ne dispose que de la faculté à chercher des objets dans le sol. Treble est le loup-robot qui accompagne Bass. Treble se transforme en armure pour Bass, et lui permet de voler.